# 鵜澤壽
鵜澤 壽（鵜沢寿；うざわ ひさし、1908年（明治41年）8月9日 - 1997年（平成9年）3月30日）とは、能楽囃子方、小鼓方大倉流能楽師。重要無形文化財各個認定保持者（人間国宝）。

## 来歴・人物
千葉県市川市生まれ。両親の能好きがきっかけとなって斯道に入り、1921年（大正10年）小鼓方大倉流の北村一郎に師事し、1925年（大正14年）「翁」脇鼓で初舞台。1928年（昭和3年）内弟子から独立し、1940年（昭和15年）「道成寺」を披く。1943年（昭和18年）から終戦までは立川の工場で徴用勤務となる。
戦後は後進者の育成にも努め、能楽養成会の主任講師などを歴任。1978年（昭和53年）「関寺小町」を披き、1979年（昭和54年）古稀記念祝賀能を開催。1982年（昭和57年）重要無形文化財保持者に各個認定（人間国宝）。
長男は鵜澤速雄（小鼓方大倉流能楽師）。弟子に飯冨章宏がいる。

## DVD

### 鵜澤寿
- 能楽名演集1 観世流「隅田川」梅若六郎 角当直隆 宝生弥一 宝生閑 田中一次 鵜澤寿 瀬尾乃武、NHKエンタープライズ
- 能楽名演集3 能 観世流『俊寛』観世寿夫 永島忠侈 浅井文義 宝生弥一 山本則直 一噌幸政 鵜澤寿 瀬尾乃武／能『猩々乱』観世寿夫、NHKエンタープライズ
- 特選 NHK能楽鑑賞会「一調独吟一管集」／一調『夜討曽我』金井章 鵜澤寿、NHKエンタープライズ

### 鵜澤速雄
- 能楽名演集1 喜多流「頼政」喜多六平太／「弱法師」友枝喜久夫 松本謙三 善竹十郎 田中一次 鵜澤速雄 柿原崇志、NHKエンタープライズ
- 能楽名演集3 能 喜多流「楊貴妃」友枝喜久夫／能「居囃子 草子洗小町」友枝喜久夫 内潟慶三 鵜澤速雄 柿原崇志、NHKエンタープライズ